# Tero Konttinen
Tero Konttinen, född 14 juni 1985 i Helsingfors, är en finländsk ishockeyspelare.